# Bon Keshkeh
Bon Keshkeh (persiska: بن کشگه, بن کشکه) är en ort i Iran.   Den ligger i provinsen Lorestan, i den västra delen av landet, 400 km sydväst om huvudstaden Teheran. Bon Keshkeh ligger 920 meter över havet och antalet invånare är 206.
Terrängen runt Bon Keshkeh är huvudsakligen kuperad. Bon Keshkeh ligger nere i en dal. Runt Bon Keshkeh är det ganska glesbefolkat, med 28 invånare per kvadratkilometer. Närmaste större samhälle är Cham-e Dīvān, 8,6 km nordost om Bon Keshkeh. Omgivningarna runt Bon Keshkeh är i huvudsak ett öppet busklandskap.